# 海伦镇
海伦镇，是中华人民共和国黑龙江省绥化市海伦市下辖的一个乡镇级行政单位。

## 行政区划
海伦镇下辖以下地区：
铁路社区、花园社区、建设社区、百业社区、光明社区、安全社区、向阳社区、百花社区、西城社区、通达社区、雷炎社区、兴盛社区、富强社区、文明社区、海福社区、学府社区、红旗社区、民乐社区、东安社区、金穗社区、建城村、护城村和连城村。